# 전주언
전주언(1948년 5월 6일 ~ )은 대한민국의 정치인이다. 제20·21대 광주 서구청장을 역임했다.

## 학력
- 종남국민학교 (졸업)
- 무진중학교 (졸업)
- 광주상업고등학교 (졸업)
- 광주대학교 (행정학 / 학사)
- 전남대학교 (행정학 / 석사)

## 역대 선거 결과
|  | 43.16% |

|  | 40.31% |